# Luigi Abatangelo
Luigi Abatangelo (8. listopadu 1892 Massafra – 11. listopadu 1966 Sava) byl italský básník, dramatik, historik a archeolog.

## Život
Narodil se Salvatoru a Marii Carmele Giannottovým, při křtu dostal jméno Giovanni.
Navštěvoval kostel Gesù Bambino di Massafra, kde kázal Antonio Lepore. V šestnácti letech vstoupil do františkánského řádu. Noviciát ukončil v konventu v Galatone, a roku 1909 přijal jméno Luigi.
Pokračoval ve studiu v Lecce, Tarantu a Savě, a poté byl vyslán do Sargiana, na čtyřletý kurz teologie. Ten přerušil po vypuknutí první světové války a sloužil v nemocnici u Monte Pasubio. Za to mu byl udělen čestný titul Cavaliere di Vittorio Veneto.
Roku 1920 byl vysvěcen na kněze a pracoval s novici. Podnikl studijní cesty do Říma a Jeruzaléma. Po návratu se věnoval výuce teologie. Zemřel v Savě v klášteře svatého Františka.

## Vědecké aktivity
Zkoumal byzantské fresky v kryptách provincie Taranto. A jeho rozsáhlé dílo Chiese cripte e affreschi italo-bizantini di Massafra bylo vydáno posmrtně.
Spolupracoval s několika místními i národními periodiky. Byl členem Società di Storia Patria della Puglia, Accademia Cosentina, Accademia dei 500, Accademia Latinati Excolendae a Accademia Tiberina.

## Dílo
- 1921
  - Crisantemo
- 1922
  - Ricordo materno
  - Toccate d'arpa
- 1923
  - San Giovanni – Nascita – Vita – Decollazione
  - Agonia e transito dell U. Ser P.S. Francesco
  - Lettera materna (elegia)
- 1928
  - Sulle rive del Mar Morto. Breve monografia del monastero di S.Saba
  - Al M.R.P: Isidoro Ricci nel suo XXV sacerdotale
- 1932
  - I Re Magi – Note storico-archelogiche
  - Armonie di vita
- 1933
  - I Fiori di Efrata
  - L'Agnello Pasquale – Note storico-archelogiche
- 1937
  - Il canto dello Sposo Divino
- 1940
  - Coroncina a Gesù Bambino di Massafra
- 1950
  - Preghiere al prodigioso Santo Bambino di Massafra. Ricordo del Primo Centenario dei prodigi del S.Bambino di Massfra
  - Meraviglie Divine
  - Vita e preci di B.Egidio
  - Nella luce dl Portento . Il Bambin Gesù e si suoi prodigi in Massafra (1850–1950)
  - 1850–1950 Primo Centenario del Miracoloso Gesù Bambino di Massafra
  - Inno Centenario al S.Bambino di Massafra
- 1952
  - Echi d'Oriente